# Garsington Manor
Garsington Manor, dans le village de Garsington, près d'Oxford (Angleterre) est un édifice de l'époque Tudor, surtout connu pour avoir été autrefois la maison de Lady Ottoline Morrell, qui appartenait au Bloomsbury Group. Aujourd'hui s'y déroule chaque été une saison d'opéra, le Garsington Opera.
Le château a été construit sur des terres qui avaient appartenu au fils du poète Geoffrey Chaucer, et avaient porté un moment le nom de « Chaucers ». Lady Ottoline et son mari, Philip Morrell, l'avaient acheté en 1914, date à laquelle il s'était délabré, après avoir été utilisé comme ferme.
Ils le restaurèrent complètement dans les années 1920, en créant des jardins paysagers de style italien. Le parterre comporte 24 massifs carrés avec des ifs irlandais dans les coins, le jardin italien dispose d'un grand bassin ornemental entouré par des haies d'ifs et agrémenté de statues ; au-delà, s'étend un jardin sauvage, avec allées de tilleuls, arbustes, ruisseau et étang.
Garsington devint un refuge pour les amis des Morrell, y compris D. H. Lawrence, Siegfried Sassoon, Lytton Strachey, Aldous Huxley et Bertrand Russell. En 1916, ils invitèrent des objecteurs de conscience, parmi lesquels Clive Bell et d'autres « Bloomsberries », à venir travailler dans la ferme pendant la durée de la Première Guerre mondiale, pour leur éviter d'être poursuivis. Aldous Huxley y passa quelque temps avant d'écrire Crome Yellow (Jaune de Crome). Les Morrell quittèrent les lieux en 1928.
Le manoir appartient ensuite à l'historien d'art Sir John Wheeler-Bennett, puis est vendu en 1981 à Leonard et Rosalind Ingrams.
Refe

## Sources
- (en) Cet article est partiellement ou en totalité issu de l’article de Wikipédia en anglais intitulé « Garsington Manor » (voir la liste des auteurs).